# Сражение при Перривилле
Сражение при Перривилле (англ. Battle of Perryville) также известное, как Сражение при Чаплин-Хилс (англ. Battle of Chaplin Hills) — Крупное сражение Гражданской войны в США произошедшее 8 октября 1862 года в районе холмов Чаплин-Хилс, восточнее городка Перривилл, округ Бойл, штат Кентукки, завершившее кентуккийскую кампанию.
Генерал КША Брэкстон Брэгг во главе с Миссисипской армией тактический победил в сражении Федеральную армию Огайо во главе с генерал-майором Доном Бьюэллом. Однако стратегическая победа осталась за последним. Поэтому в южных штатах сражение известно также, как Битва за Кентукки (англ. Battle for Kentucky).

## Предыстория
1 октября 1862 года, после начала наступления федеральных войск под командованием генерал-майора Бьюэлла на Франкфорт и Бардстаун вся Миссисипианская армия начала отступление на юго-запад.
4 октября 1862 года I корпус конфедератов генерал-лейтенанта Уильяма Харди достиг Перривилла, но III корпус федеральной армии под командованием Бьюэлла был так близко, что Харди не решался отступать дальше, чтобы не быть атакованным на марше да ещё и с флангов.
7 октября Харди по телеграфу попросил командующего всей армией генерала Брэгга о помощи, но не объяснил в деталях своего положения, из-за чего Брэгг совершенно не понимал, что происходит с Харди. Он пришел к ошибочному выводу, что Харди имеет дело лишь с незначительным отрядом Федеральной армии Огайо под командой Бьюэлла, и решил сам нанести по нему удар в районе Перрвилля, чтобы разгромив этот, по его мнению, незначительный отряд, пойти на соединение с войсками генерала Смита а затем вернуться назад к Франкфорту, и отразить наступление основных сил Бьюэлла.
Тогда Брэгг для осуществления этого плана приказал I корпусу Теннессийской армии под командованием генерал-лейтенанта Полка и двум кавалерийским бригадам полковника Уартона идти на соединение с Харди. Уартон быстро выполнил приказ и уже вечером соединился с силами Харди. Однако Полк со своими войсками задерживался, из-за того, что для выполнения приказа Брэгга был вынужден развернуться. Таким образом к утру 8 октября общие силы КША у Перривилля насчитывали около 16.000 человек.
Вечером 7 октября Бьюэлл находящийся в своем штабе всего в 5 милях от Перривилля узнал о концентрации сил конфедератов у города. Не раздумывая он решил разбить их, чтобы занять Перривилль и обеспечить свою армию запасами пресной воды.
Бьюэлл приказал корпусам выступить на соединение в 03:00 8 октября, состыковаться с III корпусом и атаковать конфедератов в 10:00.
Но выполнить этот приказ не удалось: I и II корпуса уклонились от указанного пути наступления в поисках воды и теперь не успевали подойти к Перривиллу в указанные сроки. Корпус Маккука получил приказ Бьюэлла только в 02:45 и не мог выступить ранее 05:00.
Корпус Криттендена получил приказ в 02:45 и тоже не мог начать марш своевременно. Узнав об этом, Бьюэлл перенёс атаку на следующий день, на утро 9 октября. Командирам корпусов был отдан приказ на ввязываться в бой 8 октября. Корпуса начали сходиться у Перривилла, но Бьюэлл не смог лично контролировать этот процесс — он получил травму, упав с лошади, и некоторое время не мог находиться в седле.

## Сражение
Первые выстрелы сражения при Перривилле прогремели в ночь на 8 октября. Рядовые 3-го армейского корпуса США, генерала Гилберта решили набрать немного воды в русле реки Докторс-Крик, и около полуночи 20-й Индианский полк выдвинулся к реке. В темноте он не заметил 7-й Арканзасский полк КША, который занимал позиции на холме Петерс-Хилл.

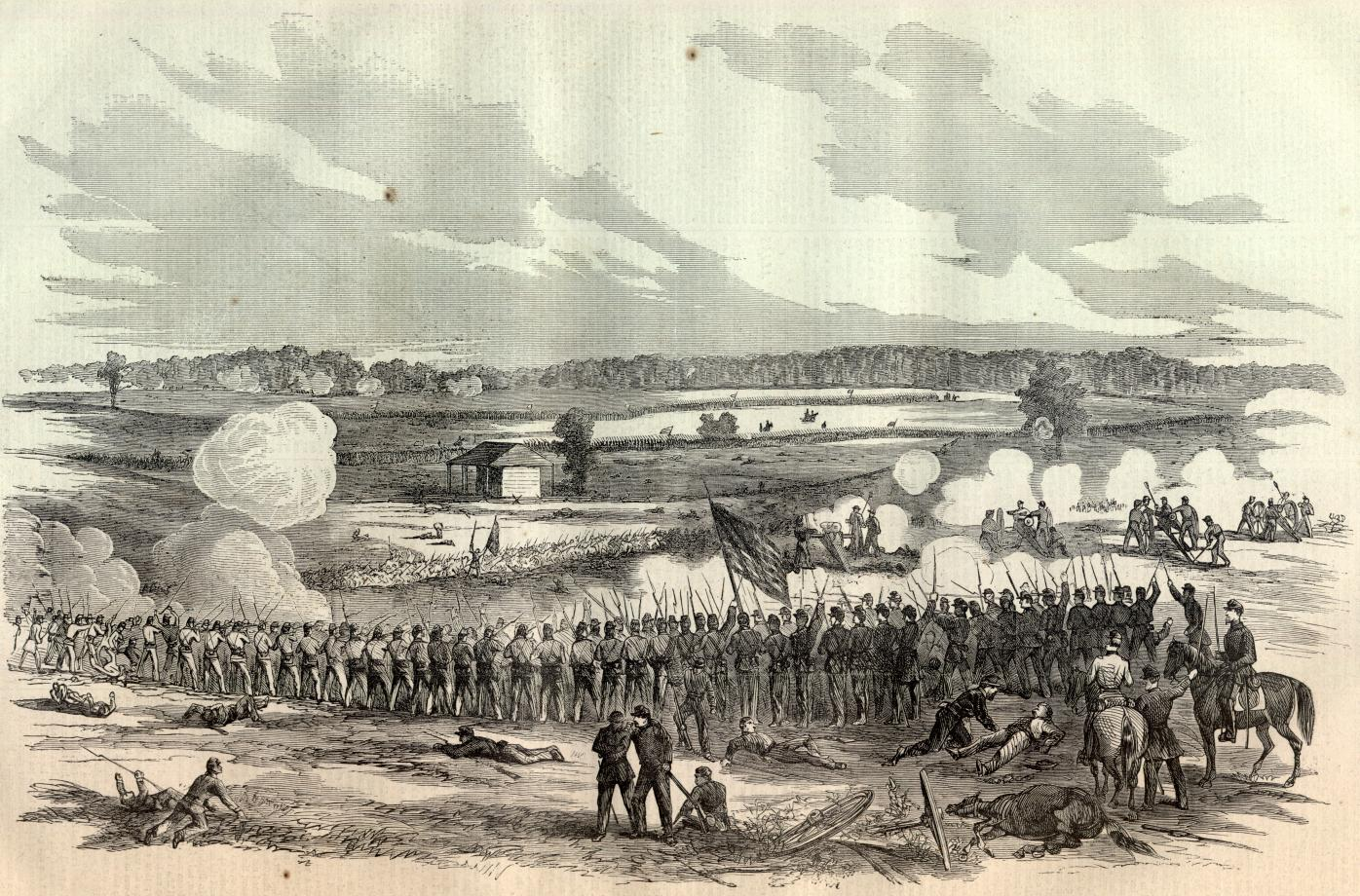
Сражение при Перривилле

В 02:00 бригада Даниеля Маккука переместилась вслед за полком и наткнулась на арканзасский полк, вступив с ним в перестрелку. Постепенно вся федеральная дивизия Филипа Шеридана втянулась в перестрелку с бригадой Лиделла. Однако, генерал Гилберт требовал от Шеридана не втягиваться в сражение, и не растрачивать боеприпасы.
Между 06:00 и 07:00 генерал Полк собрал офицеров на совет и они решили, ввиду крупных сил противника под Перривиллом, не начинать атаку, а ограничиться обороной. В 08:00 генерал Брэгг понял, что атака не начата, и лично отправился в Перривилл. Он прибыл на место в 09:45 и застал части Полка в походном построении. Он разместил штаб в доме Кроуфорда на Харродсбергской дороге и приказал начать атаку в 12:30. В указанное время батареи Дардена, Ламсдена, Семпла и Кэрнса открыли огонь. В то же время Полк получил донесение генерала Уартона, который сообщал, что федеральный левый фланг растянут гораздо дальше влево, чем предполагалось. Полк приказал отложить атаку. Опять не услышав звуков стрельбы, Брэгг отправился на позиции дивизий Полка. Узнав положение дел, он приказал дивизии Читема сместиться дальше влево, к флангу противника, а кавалерии Уартона поручил тщательнее выяснить расположение левого фланга федералов.

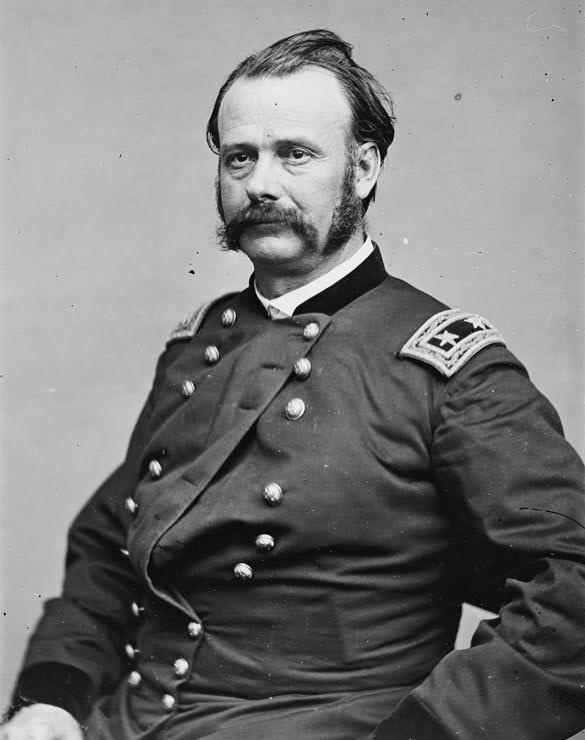
Федеральный дивизионный генерал Ловелл Руссо

В 14:15 бригада Даниеля Донельсона перешла реку Чаплин, поднялась на её западный высокий берег и развернулась в боевую линию. В это время на холмы перед его фронтом выходила федеральная бригада Террилла и разворачивалась батарея Чарльза Парсонса. В 14:30 Донельсон начал атаку, предполагая, что атакует фланг федеральной армии. Вскоре он осознал, что его бригада идёт во фронтальную атаку, а федеральная артиллерия (батарея Парсонса) ведёт по нему огонь с фланга. На помощь Донельсону пришла бригада Томаса Джонса, которая встала левее. И всё же атака Донельсона была отбита с тяжёлыми потерями.
Между тем подошла остальная дивизия Читема — бригады Стюарта и Мэни. Стюарт развернул бригаду во второй линии за Донельсоном, а Мэни встал правее и начал наступление на позиции батареи Парсонса. В 15:30 он заставил отступить 123-й Иллинойсский полк и атаковал батарею Парсонса на высоте Оупен-Кноб. Парсонс, отступая, был вынужден бросить 7 из своих 8 орудий. Генерал Джеймс Джексон погиб в бою за эту батарею. Вся бригада Террилла стала отступать. 21-й Висконсинский полк был послан вперёд, чтобы задержать наступление южан, но и он был обращён в бегство.

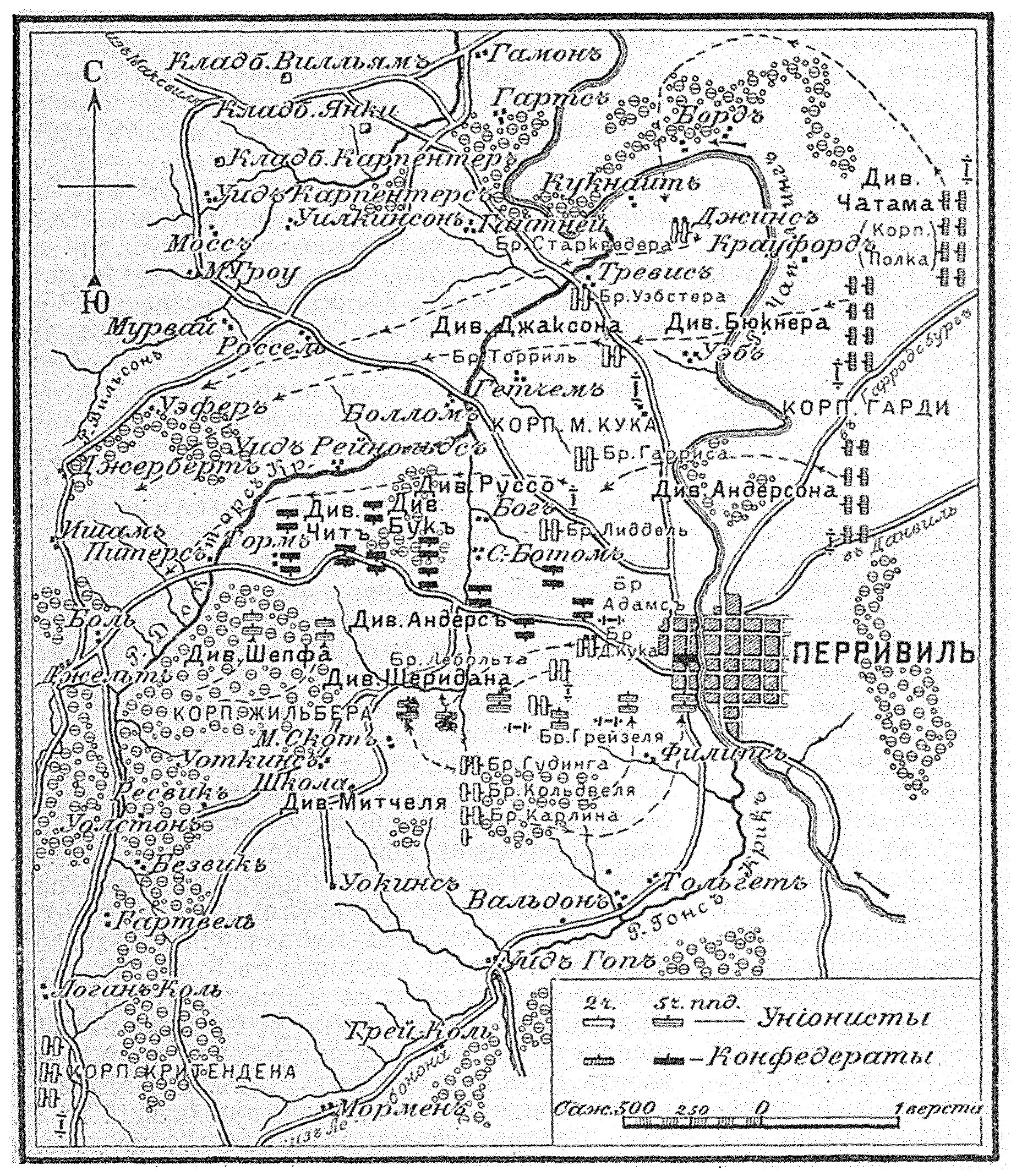
Театр военных действий
(рисунок из статьи «Перривиль»
«Военная энциклопедия Сытина»)

В 15:00 начала наступление бригада Башрода Джонсона, которая пошла вперёд вдоль Маквилской дороги, но её наступление вскоре забуксовало. Бригаду сменила бригада Патрика Клейберна, левее которой наступала бригада Даниеля Адамса. Адамс наступал практически перед фронтом дивизии Шеридана, но Шеридан был столько раз предупреждён не ввязываться в бой, что остался на месте и не стал мешать наступлению Адамса. В 15:45 бригады Клейберна и Адамса отбросили несколько полков бригады Литла, и сам Литл был ранен и попал в плен. Генерал Клейберн так же был ранен — второй раз за кампанию. Но он остался на поле боя.
Между тем на южном фланге армии Брэгга в атаку пошла бригада полковника Самуэля Поуэлла — она атаковала позиции дивизии Шеридана. Атака успеха не имела, но она как минимум не позволила перебросить подкрепления на помощь корпусу Маккука. И как раз в это время генерал Бьюэлл узнал о происходящем. Он находился в штабе и каким-то образом не слышал звуков боя. Он узнал о начале сражения только тогда, когда явился вестовой от Маккука с просьбой подкреплений.
К 17:15 на левом фланге армии Брэгга бригады Мэней и Стюарта взяли штурмом федеральную позицию, вынудив бригады Старкуитера, Террила и Вебстера отступить на следующую гряду холмов. Генерал Террил получил смертельное ранение в ходе этого боя. Южане попытались захватить и эту новую позицию, но потерпели неудачу. Это была последняя атака на этом участке фронта и во время неё погиб полковник Вебстер. В это время на маквилской дороге федеральный генерал Руссо организовывал новую линию оборону у дома Рассела. На помощь ему пришла бригада полковника Майкла Гудинга, которой удалось остановить бригаду Клейберна, которая расстреляла почти все патроны.
В 18:30 началась последняя атака того сражения: бригада Лидделла сменила Клейберна и атаковала федеральные части у дома Рассела. Темнота помешала ему добиться какого-либо результата. После захода солнца южане удерживали свои позиции, но в полночь Брэгг приказал отступить.

## Последствия
Из 22 000 федеральных солдат, задействованных в сражении, 4 241 человек было убито, ранено и попало в плен. Брэгг потерял 3 396 человек из 16 000 человек, задействованных в бою. К ночи Брэгг осознал, что столкнулся со всей армией Бьюэлла. Кавалерия Уилера донесла о приближении корпуса Криттендена, а Брэгг уже знал от пленных о присутствии корпусов Гилберта и Маккука на поле боя.
Несмотря на тактическую победу в бою, Брэгг решил отступить к Хародсбергу, поближе к складам продовольствия. А вскоре, несмотря на протесты офицеров своего штаба, Брэгг отступил в Теннесси, а федеральная армия заняла государственную границу штата Кентукки, которую контролировала до конца войны.